# Matthias Dorfer
Matthias Dorfer, född 7 mars 1993, är en tysk skidskytt som debuterade i världscupen i och med tävlingarna i Pokljuka, Slovenien, i december 2016. Världscupdebuten avslutades med att han ingick i det tyska lag som kom trea i herrarnas stafett.